# Фінансово-банківська рада СНД
Фінансово-банківська Рада СНД (ФБС СНД) (рос. Финансово-банковский совет СНГ (ФБС СНГ)) — рада, створена з ініціативи провідних фінансових та комерційних інститутів країн учасниць Співдружності. В основі ідеї створення ФБС СНД лежить потреба учасників національних фінансових ринків у створенні сприятливих умов їх успішної та ефективної діяльності на територіях сусідніх держав, що раніше входили до загального економічного простору. 

## Цілі
- діє з метою активізації спільних зусиль з просування банків, бірж та інших фінансових структур в процесах економічного співробітництва держав Співдружності, з використанням світового досвіду ефективних регіональних об'єднань,

- сприяє виявленню перспективних транснаціональних проектів, проводить попередній аналіз їх інвестиційної привабливості,

- проводить роботу з структуризації проектів в частині створення консорціумів, синдикації та інших форм співробітництва членів та партнерів ФБС,

- сприяє розвитку торгово-економічних відносин країн СНД, їх господарських суб'єктів на базі створення ефективних фінансових продуктів (trade finance, лізинг та ін.), вдосконалення платіжно-розрахункових і валютно-кредитних відносин,

- бере участь у вивченні проблематики та виробленні загальної фінансової політики держав Співдружності.